# Carl Strandberg (kontraktsprost)
Carl Gustaf August Strandberg, född den 21 april 1859 i Stockholm, död den 1 september 1936, var en svensk präst och författare. Han var son till justitierådet Carl Gustaf Strandberg och far till justitierådet Tore Strandberg. Från 1890 var han gift med Ellen Hellström, syster till justitierådet Carl Abraham Hellström.
Strandberg blev student 1879 i Uppsala, där han avlade teoretisk teologisk examen 1884 och praktisk teologisk examen 1885. Efter att ha prästvigts för Strängnäs stift sistnämnda år blev han regementspastor vid Livregementets husarer 1889, kyrkoherde i Askersunds landsförsamling 1898 samt i Arboga stadsförsamling, Arboga landsförsamling och Säterbo 1903.  Strandberg var kontraktsprost i Arboga kontrakt 1908–1916. Han var medarbetare i Örebro tidning 1893–1899. Bland Strandbergs skrifter märks Dikter (1895, 1899) och Luterska trostankar (1899). Han utgav även 20 skoltal (1913) och författade en religiös veckokorrespondens till ett tjugotal landsortstidningar från 1896. I Vem var det? (1944) omnämns han som en "vitter författare".